# Meiothecium submicrotheca
Meiothecium submicrotheca là một loài Rêu trong họ Sematophyllaceae. Loài này được (Müll. Hal.) H.A. Mill., H. Whittier & B. Whittier mô tả khoa học đầu tiên năm 1978.